# Cirrhochrista argentiplaga
Cirrhochrista argentiplaga là một loài bướm đêm trong họ Crambidae.